# Box-office 2020 au Canada et aux États-Unis
Cet article traite du box-office de 2020 au Canada et aux États-Unis.

## Classement
En raison de la pandémie de Covid-19, la fréquentation des cinémas a fortement diminué. Pour un meilleur aperçu du box-office cette année-là, un tableau représentant les films ayant dépassé 20 000 000 $ de recettes au Canada et aux États-Unis est nécessaire.
| Rang | Titre                           | Pays | Réalisateur                   | Budget en USD | Recettes      | Week-End |
| ---- | ------------------------------- | ---- | ----------------------------- | ------------- | ------------- | -------- |
| 1.   | Bad Boys for Life               |      | Bilall Fallah et Adil El Arbi | 84 500 000    | 206 305 244 $ | 11 (fin) |
| 2.   | Sonic, le film                  |      | Jeff Fowler                   | 85 000 000    | 148 974 665 $ | 6 (fin)  |
| 3.   | Birds of Prey                   |      | Cathy Yan                     | 90 000 000    | 84 158 461 $  | 7 (fin)  |
| 4.   | Le Voyage du Docteur Dolittle   |      | Stephen Gaghan                | 175 000 000   | 77 047 065 $  | 11 (fin) |
| 5.   | Invisible Man                   |      | Leigh Whannell                | 7 000 000     | 70 410 000 $  | 9 (fin)  |
| 6.   | L'Appel de la forêt             |      | Chris Sanders                 | 135 000 000   | 62 342 368 $  | 10 (fin) |
| 7.   | En Avant                        |      | Dan Scanlon                   | 170 000 000   | 61 555 145 $  | 10 (fin) |
| 8.   | Tenet                           |      | Christopher Nolan             | 205 000 000   | 57 929 000 $  | 16 (fin) |
| 9.   | Les Croods 2 : Une nouvelle ère |      | Joel Crawford                 | 65 000 000    | 56 134 558 $  | 14 (fin) |
| 10.  | Wonder Woman 1984               |      | Patty Jenkins                 | 200 000 000   | 45 857 000 $  | 16 (fin) |
| 11.  | The Gentlemen                   |      | Guy Ritchie                   | 22 000 000    | 36 471 795 $  | 8 (fin)  |
| 12.  | Nightmare Island                |      | Jeff Wadlow                   | 7 000 000     | 27 309 289 $  | 6 (fin)  |
| 13.  | Les Nouveaux Mutants            |      | Josh Boone                    | 67 000 000    | 23 852 659 $  | 15 (fin) |
| 14.  | Lady Business                   |      | Miguel Arteta                 | 29 000 000    | 22 169 514 $  | 8 (fin)  |
| 15.  | The Grudge                      |      | Nicolas Pesce                 | 10 000 000    | 21 221 803 $  | 10 (fin) |
| 16.  | Mon grand-père et moi           |      | Tim Hill                      | 38 000 000    | 20 831 465 $  | 20 (fin) |
| 17.  | Enragé                          |      | Derrick Borte                 | 33 000 000    | 20 831 465 $  | 15 (fin) |
| 18.  | The Photograph (en)             |      | Stella Meghie                 | 16 000 000    | 20 053 234 $  | 11 (fin) |

## Box-office par semaine
| #  | Date              | Film no 1 | Recettes     |
| -- | ----------------- | --- | ------------ |
| 1  | 3 janvier 2020    | Star Wars, épisode IX : L'Ascension de Skywalker                                                                                             | 34 524 815 $ |
| 2  | 10 janvier 2020   | 1917 | 37 000 200 $ |
| 3  | 17 janvier 2020   | Bad Boys for Life | 62 504 105 $ |
| 4  | 24 janvier 2020   | Bad Boys for Life | 34 011 714 $ |
| 5  | 31 janvier 2020   | Bad Boys for Life | 17 682 959 $ |
| 6  | 7 février 2020    | Birds of Prey | 33 010 017 $ |
| 7  | 14 février 2020   | Sonic, le film | 58 018 348 $ |
| 8  | 21 février 2020   | Sonic, le film | 26 192 294 $ |
| 9  | 28 février 2020   | Invisible Man | 28 205 665 $ |
| 10 | 6 mars 2020       | En avant | 39 119 861 $ |
| 11 | 13 mars 2020      | En avant | 10 532 000 $ |
| 12 | 20 mars 2020      | En raison de l'épidémie de covid-19, et des mesures de confinement, les salles de cinéma américaines et les sorties de films sont reportées. |              |
| 16 | 24 avril 2020     | True History of the Kelly Gang | 12 062 $     |
| 17 | 24 avril 2020     | The Wretched | 92 387 $     |
| 18 | 1er mai 2020      | The Wretched | 130 583 $    |
| 19 | 8 mai 2020        | The Wretched | 220 573 $    |
| 20 | 15 mai 2020       | The Wretched | 220 573 $    |
| 21 | 22 mai 2020       | The Wretched | 240 390 $    |
| 22 | 29 mai 2020       | The Wretched | 204 881 $    |
| 23 | 5 juin 2020       | The Wretched | 417 367 $    |
| 24 | 12 juin 2020      | Becky | 510 724 $    |
| 25 | 12 juin 2020      | Followed (en) | 464 972 $    |
| 26 | 19 juin 2020      | Becky | 286 504 $    |
| 27 | 26 juin 2020      | Relic | 286 504 $    |
| 27 | 3 juillet 2020    | Relic | 277 788 $    |
| 28 | 10 juillet 2020   | Relic | 284 736 $    |
| 29 | 17 juillet 2020   | Relic | 164 174 $    |
| 30 | 24 juillet 2020   | The Rental | 403 852 $    |
| 31 | 31 juillet 2020   | The Rental | 290 272 $    |
| 32 | 7 août 2020       | The Tax Collector | 309 694 $    |
| 33 | 14 août 2020      | Bob l'éponge, le film : Éponge en eaux troubles                                                                                              | 865 824 $    |
| 34 | 21 août 2020      | Enragé | 4 000 761 $  |
| 35 | 28 août 2020      | Les Nouveaux Mutants | 7 037 017 $  |
| 36 | 4 septembre 2020  | Tenet | 20 200 000 $ |
| 37 | 11 septembre 2020 | Tenet | 6 700 000 $  |
| 38 | 18 septembre 2020 | Tenet | 4 700 000 $  |
| 39 | 25 septembre 2020 | Tenet | 3 400 000 $  |
| 40 | 2 octobre 2020    | Tenet | 2 700 000 $  |
| 41 | 9 octobre 2020    | Mon grand-père et moi | 3 623 880 $  |
| 42 | 16 octobre 2020   | The Good Criminal | 4 115 249 $  |
| 43 | 23 octobre 2020   | The Good Criminal | 2 354 022 $  |
| 44 | 30 octobre 2020   | Viens jouer | 3 119 875 $  |
| 45 | 6 novembre 2020   | L'Un des nôtres | 4 000 470 $  |
| 46 | 13 novembre 2020  | Freaky | 3 600 355 $  |
| 47 | 20 novembre 2020  | Les Croods 2 : Une nouvelle ère | 4 550 255 $  |
| 48 | 27 novembre 2020  | Les Croods 2 : Une nouvelle ère | 11 350 155 $ |
| 49 | 4 décembre 2020   | Les Croods 2 : Une nouvelle ère | 4 439 855 $  |
| 50 | 11 décembre 2020  | Les Croods 2 : Une nouvelle ère | 3 060 535 $  |
| 51 | 18 décembre 2020  | Monster Hunter | 2 201 269 $  |
| 52 | 25 décembre 2020  | Wonder Woman 1984 | 16 700 000 $ |